# ビルヒニア・ルアノ・パスクアル
ビルヒニア・ルアノ・パスクアル（Virginia Ruano Pascual, 1973年9月21日 - ）は、スペイン・マドリード出身の女子プロテニス選手。ダブルスの名手としてよく知られる。長年にわたり、アルゼンチンのパオラ・スアレスとペアを組んで活躍してきた。WTAツアーでシングルス3勝、ダブルス42勝（うち4大大会女子ダブルス10勝）を挙げた。自己最高ランキングはシングルス28位、ダブルス1位。身長169cm、体重60kg。右利き、バックハンド・ストロークは片手打ち。

## 来歴
ダブルス・ペアにはいろいろなタイプがあるが、ルアノ・パスクアルとスアレスは10年以上ペアを組み、息を合わせてきた親友である。2人のペアが女子テニスツアーで勝つようになったのは、1998年のシーズンからであった。2001年の全仏オープンを契機に、2人のペアは4大大会の女子ダブルスで「8勝」を記録した。2002年は全仏オープンの女子ダブルス2連覇と、全米オープン女子ダブルス初優勝がある。全米女子ダブルスには、2004年まで大会3連覇を達成した。2003年全仏オープンと2003年ウィンブルドンの女子ダブルスでは、杉山愛とキム・クライシュテルスの組が“世界最強ペア”ルアノ・パスクアル&スアレス組の壁を破り、4大大会女子ダブルス2連覇の偉業を成し遂げた。しかし、クライシュテルスがシングルス優先の方針から杉山とのペアを解消する。ルアノ・パスクアルとスアレスの組は、2003年の全米女子ダブルスで2連覇を果たすと、2004年度はダブルスでウィンブルドンを除く年間3冠を獲得した。
2004年のアテネ五輪で、ビルヒニア・ルアノ・パスクアルはスペイン代表選手としてコンチタ・マルティネスとともに女子ダブルスの銀メダルを獲得した。ルアノ・パスクアルとマルティネスは、決勝で中国ペアの李婷&孫甜甜組に 3-6, 3-6 のストレートで敗れた。
2005年はパートナーのスアレスの故障と、新たなライバルの登場もあり、2人のペアの勝利はやや減少したが、全仏オープンの女子ダブルスで2年連続4度目の優勝を飾った。スアレスの故障を乗り越え、2人は2006年ウィンブルドンの女子ダブルスで再び決勝進出を果たす。3年ぶりの決勝では中国ペアの鄭潔&晏紫組に 3-6, 6-3, 2-6 で敗れ、またもやウィンブルドン・ダブルス初優勝のチャンスを逃した。スアレスは2007年全米オープンを最後に、31歳で現役を引退した。

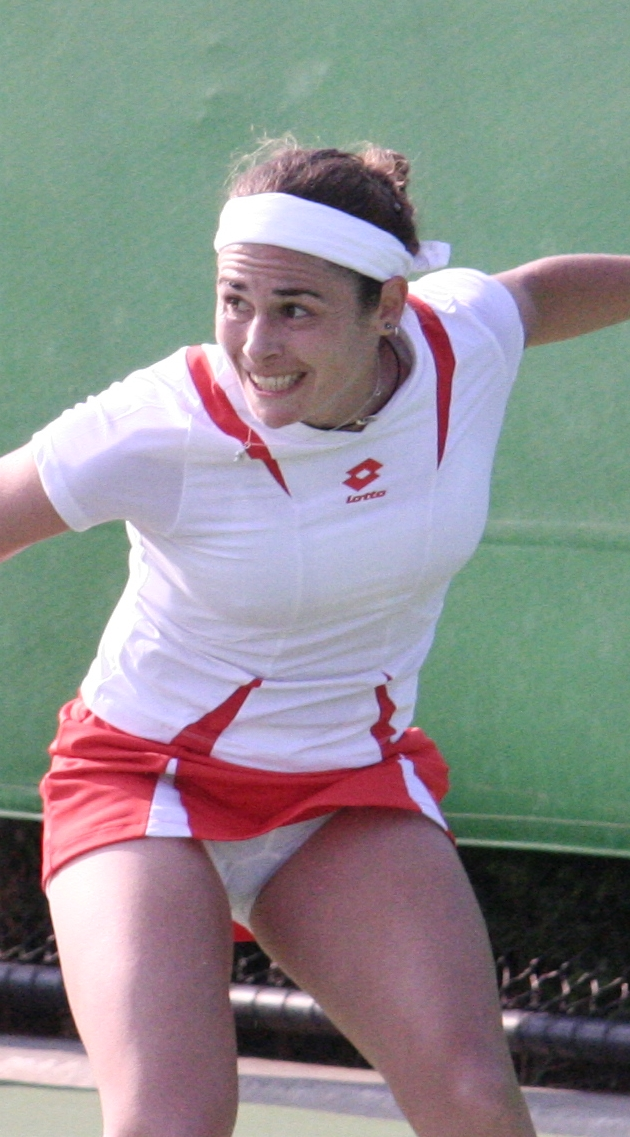
2007年全豪オープンにて

スアレスの引退後、ルアノ・パスクアルは同じスペインの後輩選手アナベル・メディナ・ガリゲスと組んで大半のダブルス戦に出場するようになった。ルアノ・パスクアルとメディナ・ガリゲスは、2008年全仏オープンの女子ダブルスでフランチェスカ・スキアボーネ（イタリア）&ケーシー・デラクア（オーストラリア）組を 2-6, 7-5, 6-4 で破り、このコンビでも4大大会優勝を果たした。ルアノ・パスクアルにとっては、2005年以来3年ぶり5度目の全仏女子ダブルス優勝となる。ルアノ・パスクアルとメディナ・ガリゲスは北京五輪でも女子ダブルス決勝に進出したが、ビーナスとセリーナのウィリアムズ姉妹組（アメリカ、当年度のウィンブルドン優勝ペア）に 2-6, 0-6 で完敗し、ルアノ・パスクアルは2大会連続の銀メダルに終わった。
2009年の全仏オープン女子ダブルス決勝で、ルアノ・パスクアルとメディナ・ガリゲスはビクトリア・アザレンカ（ベラルーシ）&エレーナ・ベスニナ（ロシア）組を 6-1, 6-1 で圧倒し、このペアで2年連続優勝を飾った。
シングルスでのルアノ・パスクアルは、ダブルスに比べると印象はやや薄いが、1995年の全仏オープンと2003年の全豪オープンで2度のベスト8進出がある。1995年全仏オープンの女子シングルス準々決勝では、同じスペインのコンチタ・マルティネスに 0-6, 4-6 で敗れた。2003年全豪オープンで8年ぶり2度目の女子シングルス準々決勝進出を果たした時は、ジュスティーヌ・エナン＝アーデンに 2-6, 2-6 で敗れている。2001年のウィンブルドン女子シングルス1回戦では、当時20歳だった第1シードのマルチナ・ヒンギスを 6-4, 6-2 で破ったこともある。2006年の全豪オープンでは3年ぶりのシングルス4回戦に進出した。
ルアノ・パスクアルは2010年ウィンブルドン選手権を最後に36歳で現役を引退した。

## WTAツアー決勝進出結果

### シングルス: 3回 (3勝0敗)
| 大会グレード         |
| -------------------- |
| グランドスラム (0–0) |
| ティア I (0–0)       |
| ティア II (0–0)      |
| ティア III (0–0)     |
| ティア IV & V (3–0)  |

| 結果 | No. | 決勝日         | 大会       | サーフェス | 対戦相手                         | スコア        |
| ---- | --- | -------------- | ---------- | ---------- | -------------------------------- | ------------- |
| 優勝 | 1.  | 1997年5月18日  | カーディフ | クレー     | アレクシア・デショーム＝バレール | 6–1, 3–6, 6–2 |
| 優勝 | 2.  | 1998年4月26日  | ブダペスト | クレー     | シルビア・ファリナ・エリア       | 6–4, 4–6, 6–3 |
| 優勝 | 3.  | 2003年10月12日 | タシケント | ハード     | 小畑沙織                         | 6–2, 7–6(2)   |

### ダブルス: 78回 (43勝35敗)
| 大会グレード          | 大会グレード                 |
| 2008年以前            | 2009年以後                   |
| --------------------- | ---------------------------- |
| グランドスラム (10–6) |                              |
| オリンピック (0-2)    |                              |
| WTAファイナルズ (1–0) |                              |
| ティア I (11-11)      | プレミア・マンダトリー (0-0) |
| ティア I (11-11)      | プレミア5 (0-0)              |
| ティア II (5-6)       | プレミア (1–0)               |
| ティア III (7-4)      | インターナショナル (0–1)     |
| ティア IV ＆ V (8-5)  | インターナショナル (0–1)     |

| 結果   | No. | 決勝日         | 大会                 | サーフェス        | パートナー                   | 対戦相手                                                            | スコア              |
| ------ | --- | -------------- | -------------------- | ----------------- | ---------------------------- | ------------------------------------------------------------------- | ------------------- |
| 優勝   | 1.  | 1998年1月18日  | ホバート             | ハード            | パオラ・スアレス             | ジュリー・アラール＝デキュジス ヤネッテ・フサロバ                   | 7–6(6), 6–3         |
| 優勝   | 2.  | 1998年4月26日  | ブダペスト           | クレー            | パオラ・スアレス             | カタリナ・クリステア ラウラ・モンタルボ                             | 4–6, 6–1, 6–1       |
| 優勝   | 3.  | 1998年5月10日  | ローマ               | クレー            | パオラ・スアレス             | アマンダ・クッツァー アランチャ・サンチェス・ビカリオ               | 7–6(1), 6–4         |
| 準優勝 | 1.  | 1999年4月25日  | ブダペスト           | クレー            | ラウラ・モンタルボ           | エフゲニア・クリコフスカヤ サンドラ・ナキュク                       | 3–6, 4–6            |
| 優勝   | 4.  | 1999年5月23日  | マドリード           | クレー            | パオラ・スアレス             | マリア・フェルナンダ・ランダ マルレーネ・ワインガルトナー           | 6–2, 0–6, 6–0       |
| 優勝   | 5.  | 2000年4月23日  | ヒルトン・ヘッド     | クレー            | パオラ・スアレス             | コンチタ・マルティネス パトリシア・タラビーニ                       | 7–5, 6–3            |
| 準優勝 | 2.  | 2000年6月11日  | 全仏オープン         | クレー            | パオラ・スアレス             | マルチナ・ヒンギス マリー・ピエルス                                 | 2–6, 4–6            |
| 準優勝 | 3.  | 2000年7月16日  | パレルモ             | クレー            | ルクサンドラ・ドラゴミル     | シルビア・ファリナ・エリア リタ・グランデ                           | 4–6, 6–0, 6–7(6)    |
| 優勝   | 6.  | 2000年7月23日  | ソポト               | クレー            | パオラ・スアレス             | アサ・スベンソン リタ・グランデ                                     | 7–5, 6–1            |
| 準優勝 | 4.  | 2000年8月21日  | ニューヘイブン       | ハード            | パオラ・スアレス             | ジュリー・アラール＝デキュジス 杉山愛                               | 4–6, 7–5, 2–6       |
| 準優勝 | 5.  | 2001年1月7日   | ホバート             | ハード            | ルクサンドラ・ドラゴミル     | エレーナ・リホフツェワ カーラ・ブラック                             | 4–6, 1–6            |
| 準優勝 | 6.  | 2001年3月4日   | アカプルコ           | クレー            | パオラ・スアレス             | アナベル・メディナ・ガリゲス マリア・ホセ・マルティネス・サンチェス | 4–6, 7–6(5), 5–7    |
| 準優勝 | 7.  | 2001年3月11日  | インディアンウェルズ | ハード            | パオラ・スアレス             | ニコル・アレント 杉山愛                                             | 4–6, 4–6            |
| 準優勝 | 8.  | 2001年4月22日  | チャールストン       | クレー            | パオラ・スアレス             | リサ・レイモンド レネ・スタブス                                     | 7–5, 6–7(5), 3–6    |
| 優勝   | 7.  | 2001年5月20日  | アントワープ         | クレー            | エルス・カレンズ             | クリスティ・ボーグルト ミリアム・オレマンス                         | 6–3, 3–6, 6–4       |
| 優勝   | 8.  | 2001年5月26日  | マドリード           | クレー            | パオラ・スアレス             | リサ・レイモンド レネ・スタブス                                     | 7–5, 2–6, 7–6(4)    |
| 優勝   | 9.  | 2001年6月10日  | 全仏オープン         | クレー            | パオラ・スアレス             | エレナ・ドキッチ コンチタ・マルティネス                             | 6–2, 6–1            |
| 優勝   | 10. | 2001年7月22日  | クノック＝ヘイスト   | クレー            | マギ・セルナ                 | ルクサンドラ・ドラゴミル＝イリー アンドレア・エリット＝ヴァンク     | 6–4, 6–3            |
| 優勝   | 11. | 2002年2月24日  | ボゴタ               | クレー            | パオラ・スアレス             | ティナ・クリザン カタリナ・スレボトニク                             | 6–2, 6–1            |
| 優勝   | 12. | 2002年5月3日   | アカプルコ           | クレー            | パオラ・スアレス             | ティナ・クリザン カタリナ・スレボトニク                             | 7–5, 6–1            |
| 準優勝 | 9.  | 2002年4月1日   | マイアミ             | ハード            | パオラ・スアレス             | リサ・レイモンド レネ・スタブス                                     | 6–7(4), 7–6(4), 3–6 |
| 優勝   | 13. | 2002年5月19日  | ローマ               | クレー            | パオラ・スアレス             | コンチタ・マルティネス パトリシア・タラビーニ                       | 6–3, 6–4            |
| 優勝   | 14. | 2002年6月9日   | 全仏オープン         | クレー            | パオラ・スアレス             | リサ・レイモンド レネ・スタブス                                     | 6–4, 6–2            |
| 準優勝 | 10. | 2002年7月7日   | ウィンブルドン       | 芝                | パオラ・スアレス             | セリーナ・ウィリアムズ ビーナス・ウィリアムズ                       | 2–6, 5–7            |
| 優勝   | 15. | 2002年8月18日  | モントリオール       | ハード            | パオラ・スアレス             | 藤原里華 杉山愛                                                     | 6–4, 7–6(4)         |
| 優勝   | 16. | 2002年9月8日   | 全米オープン         | ハード            | パオラ・スアレス             | エレーナ・デメンチェワ ヤネッテ・フサロバ                           | 6–2, 6–1            |
| 優勝   | 17. | 2002年9月14日  | バイーア             | ハード            | パオラ・スアレス             | エミリー・ロワ ロザンナ・デ・ロス・リオス                           | 6–4, 6–1            |
| 優勝   | 18. | 2002年9月29日  | バリ                 | ハード            | カーラ・ブラック             | スベトラーナ・クズネツォワ アランチャ・サンチェス・ビカリオ         | 6–2, 6–3            |
| 準優勝 | 11. | 2003年1月24日  | 全豪オープン         | ハード            | パオラ・スアレス             | セリーナ・ウィリアムズ ビーナス・ウィリアムズ                       | 6–4, 4–6, 3–6       |
| 優勝   | 19. | 2003年4月13日  | チャールストン       | クレー            | パオラ・スアレス             | ヤネッテ・フサロバ コンチタ・マルティネス                           | 6–0, 6–3            |
| 準優勝 | 12. | 2003年4月20日  | アメリアアイランド   | クレー            | パオラ・スアレス             | リンゼイ・ダベンポート リサ・レイモンド                             | 5–7, 2–6            |
| 優勝   | 20. | 2003年5月11日  | ベルリン             | クレー            | パオラ・スアレス             | キム・クライシュテルス 杉山愛                                       | 6–3, 4–6, 6–4       |
| 準優勝 | 13. | 2003年6月8日   | 全仏オープン         | クレー            | パオラ・スアレス             | キム・クライシュテルス 杉山愛                                       | 7–6(5), 2–6, 7–9    |
| 準優勝 | 14. | 2003年7月6日   | ウィンブルドン       | 芝                | パオラ・スアレス             | キム・クライシュテルス 杉山愛                                       | 4–6, 4–6            |
| 優勝   | 21. | 2003年8月23日  | ニューヘイブン       | ハード            | パオラ・スアレス             | アリシア・モリク マギ・セルナ                                       | 7–6(6), 6–3         |
| 優勝   | 22. | 2003年9月7日   | 全米オープン         | ハード            | パオラ・スアレス             | スベトラーナ・クズネツォワ マルチナ・ナブラチロワ                   | 6–2, 6–3            |
| 準優勝 | 15. | 2003年10月19日 | チューリッヒ         | ハード (室内)     | パオラ・スアレス             | キム・クライシュテルス 杉山愛                                       | 6–7(3), 2–6         |
| 優勝   | 23. | 2003年11月10日 | ロサンゼルス         | ハード (室内)     | パオラ・スアレス             | キム・クライシュテルス 杉山愛                                       | 6–4, 3–6, 6–3       |
| 準優勝 | 16. | 2004年1月5日   | オークランド         | ハード            | パオラ・スアレス             | メルバナ・ユギッチ＝サルキッチ エレナ・コスタニッチ・トシッチ       | 6–7(6), 6–3, 1–6    |
| 優勝   | 24. | 2004年2月1日   | 全豪オープン         | ハード            | パオラ・スアレス             | スベトラーナ・クズネツォワ エレーナ・リホフツェワ                   | 6–4, 6–3            |
| 優勝   | 25. | 2004年3月21日  | インディアンウェルズ | ハード            | パオラ・スアレス             | スベトラーナ・クズネツォワ エレーナ・リホフツェワ                   | 6–1, 6–2            |
| 優勝   | 26. | 2004年4月18日  | チャールストン       | クレー            | パオラ・スアレス             | マルチナ・ナブラチロワ リサ・レイモンド                             | 6–4, 6–1            |
| 準優勝 | 17. | 2004年5月10日  | ローマ               | クレー            | パオラ・スアレス             | ナディア・ペトロワ メガン・ショーネシー                             | 6–2, 3–6, 3–6       |
| 優勝   | 27. | 2004年6月3日   | 全仏オープン         | クレー            | パオラ・スアレス             | スベトラーナ・クズネツォワ エレーナ・リホフツェワ                   | 6–0, 6–3            |
| 準優勝 | 18. | 2004年7月19日  | ロサンゼルス         | ハード            | コンチタ・マルティネス       | ナディア・ペトロワ メガン・ショーネシー                             | 7–6(2), 4–6, 3–6    |
| 準優勝 | 19. | 2004年7月26日  | サンディエゴ         | ハード            | パオラ・スアレス             | カーラ・ブラック レネ・スタブス                                     | 6–4, 1–6, 4–6       |
| 準優勝 | 20. | 2004年8月22日  | アテネ五輪           | ハード            | コンチタ・マルティネス       | 孫甜甜 李婷                                                         | 3–6, 3–6            |
| 優勝   | 28. | 2004年9月11日  | 全米オープン         | ハード            | パオラ・スアレス             | スベトラーナ・クズネツォワ マルチナ・ナブラチロワ                   | 6–4, 7–5            |
| 準優勝 | 21. | 2004年10月17日 | モスクワ             | カーペット (室内) | パオラ・スアレス             | アナスタシア・ミスキナ ベラ・ズボナレワ                             | 3–6, 6–4, 2–6       |
| 準優勝 | 22. | 2004年10月24日 | チューリッヒ         | ハード (室内)     | パオラ・スアレス             | カーラ・ブラック レネ・スタブス                                     | 4–6, 4–6            |
| 優勝   | 29. | 2004年10月31日 | ルクセンブルク       | ハード (室内)     | パオラ・スアレス             | ジル・クレイバス マルレーネ・ワインガルトナー                       | 6–1, 6–7(1), 6–3    |
| 優勝   | 30. | 2005年3月5日   | ドバイ               | ハード            | パオラ・スアレス             | スベトラーナ・クズネツォワ アリシア・モリク                         | 6–7(7), 6–2, 6–1    |
| 優勝   | 31. | 2005年3月19日  | インディアンウェルズ | ハード            | パオラ・スアレス             | ナディア・ペトロワ メガン・ショーネシー                             | 7–6(3), 6–1         |
| 優勝   | 32. | 2005年4月17日  | チャールストン       | クレー            | コンチタ・マルティネス       | イベタ・ベネソバ クベタ・ペシュケ                                   | 6–1, 6–4            |
| 優勝   | 33. | 2005年6月4日   | 全仏オープン         | クレー            | パオラ・スアレス             | カーラ・ブラック リーゼル・フーバー                                 | 4–6, 6–3, 6–3       |
| 優勝   | 34. | 2005年8月7日   | サンディアゴ         | ハード            | コンチタ・マルティネス       | ダニエラ・ハンチュコバ 杉山愛                                       | 6–7(7), 6–1, 7–5    |
| 準優勝 | 23. | 2005年8月21日  | トロント             | ハード            | コンチタ・マルティネス       | アンナ＝レナ・グローネフェルト マルチナ・ナブラチロワ               | 7–5, 3–6, 4–6       |
| 準優勝 | 24. | 2005年10月9日  | バンコク             | ハード            | コンチタ・マルティネス       | 浅越しのぶ ヒセラ・ドゥルコ                                         | 1–6, 5–7            |
| 準優勝 | 25. | 2005年10月30日 | リンツ               | ハード (室内)     | コンチタ・マルティネス       | ヒセラ・ドゥルコ クベタ・ペシュケ                                   | 2–6, 3–6            |
| 準優勝 | 26. | 2006年1月17日  | シドニー             | ハード            | パオラ・スアレス             | コリーナ・モラリュー レネ・スタブス                                 | 3–6, 7–5, 2–6       |
| 準優勝 | 27. | 2006年3月18日  | インディアンウェルズ | ハード            | メガン・ショーネシー         | リサ・レイモンド サマンサ・ストーサー                               | 2–6, 5–7            |
| 準優勝 | 28. | 2006年4月16日  | チャールストン       | クレー            | メガン・ショーネシー         | リサ・レイモンド サマンサ・ストーサー                               | 6-3, 1-6, 1-6       |
| 準優勝 | 29. | 2006年7月8日   | ウィンブルドン       | 芝                | パオラ・スアレス             | 鄭潔 晏紫                                                           | 3–6, 6–3, 2–6       |
| 優勝   | 35. | 2006年8月13日  | ロサンゼルス         | ハード            | パオラ・スアレス             | ダニエラ・ハンチュコバ 杉山愛                                       | 6–3, 6–4            |
| 優勝   | 36. | 2006年9月24日  | 北京                 | ハード            | パオラ・スアレス             | アンナ・チャクベタゼ エレーナ・ベスニナ                             | 6–2, 6–4            |
| 優勝   | 37. | 2006年10月1日  | ソウル               | ハード            | パオラ・スアレス             | 荘佳容 マリアナ・ディアス＝オリバ                                   | 6–2, 6–3            |
| 準優勝 | 30. | 2007年1月13日  | ホバート             | ハード            | アナベル・メディナ・ガリゲス | エレーナ・リホフツェワ エレーナ・ベスニナ                           | 4–6, 5–7            |
| 準優勝 | 31. | 2007年4月9日   | アメリアアイランド   | クレー            | アナベル・メディナ・ガリゲス | マラ・サンタンジェロ カタリナ・スレボトニク                         | 3–6, 6–7(4)         |
| 準優勝 | 32. | 2007年6月18日  | スヘルトーヘンボス   | 芝                | アナベル・メディナ・ガリゲス | 詹詠然 荘佳容                                                       | 5–7, 2–6            |
| 優勝   | 38. | 2007年8月5日   | ストックホルム       | ハード            | アナベル・メディナ・ガリゲス | 詹謹瑋 テチアナ・ルザンスカ                                         | 6–1, 5–7, [10–6]    |
| 優勝   | 39. | 2008年1月11日  | ホバート             | ハード            | アナベル・メディナ・ガリゲス | エレニ・ダニリドゥ ジャスミン・ヴェール                             | 6–2, 6–4            |
| 優勝   | 40. | 2008年6月6日   | 全仏オープン         | クレー            | アナベル・メディナ・ガリゲス | ケーシー・デラクア フランチェスカ・スキアボーネ                     | 2–6, 7–5, 6–4       |
| 準優勝 | 33. | 2008年6月15日  | バーミンガム         | 芝                | セベリーヌ・ブレモン         | カーラ・ブラック リーゼル・フーバー                                 | 2–6, 1–6            |
| 優勝   | 41. | 2008年7月27日  | ポルトロス           | ハード            | アナベル・メディナ・ガリゲス | ベラ・ドゥシェビナ エカテリーナ・マカロワ                           | 6–4, 6–1            |
| 準優勝 | 34. | 2008年8月17日  | 北京五輪             | ハード            | アナベル・メディナ・ガリゲス | セリーナ・ウィリアムズ ビーナス・ウィリアムズ                       | 2–6, 0–6            |
| 準優勝 | 35. | 2009年4月6日   | マルベーリャ         | クレー            | アナベル・メディナ・ガリゲス | クラウディア・ヤンス アリシア・ロソルスカ                           | 3–6, 3–6            |
| 優勝   | 42. | 2009年6月5日   | 全仏オープン         | クレー            | アナベル・メディナ・ガリゲス | ビクトリア・アザレンカ エレーナ・ベスニナ                           | 6–1, 6–1            |
| 優勝   | 43. | 2010年5月22日  | ワルシャワ           | クレー            | メガン・ショーネシー         | カーラ・ブラック 晏紫                                               | 6–3, 6–4            |

## 4大大会ダブルス優勝
- 全豪オープン 女子ダブルス：1勝（2004年）
- 全仏オープン 女子ダブルス：6勝（2001年・2002年・2004年・2005年/2008年・2009年）、混合ダブルス：1勝（2000年）
- 全米オープン 女子ダブルス：3勝（2002年-2004年） ［大会3連覇］

## 4大大会シングルス成績
略語の説明
| W | F | SF | QF | #R | RR | Q# | LQ | A | Z# | PO | G | S | B | NMS | P | NH |

W=優勝, F=準優勝, SF=ベスト4, QF=ベスト8, #R=#回戦敗退, RR=ラウンドロビン敗退, Q#=予選#回戦敗退, LQ=予選敗退, A=大会不参加, Z#=デビスカップ/BJKカップ地域ゾーン, PO=デビスカップ/BJKカッププレーオフ, G=オリンピック金メダル, S=オリンピック銀メダル, B=オリンピック銅メダル, NMS=マスターズシリーズから降格, P=開催延期, NH=開催なし.
| 大会           | 1992 | 1993 | 1994 | 1995 | 1996 | 1997 | 1998 | 1999 | 2000 | 2001 | 2002 | 2003 | 2004 | 2005 | 2006 | 2007 | 2008 | 2009 | 2010 | 通算成績 |
| -------------- | ---- | ---- | ---- | ---- | ---- | ---- | ---- | ---- | ---- | ---- | ---- | ---- | ---- | ---- | ---- | ---- | ---- | ---- | ---- | -------- |
| 全豪オープン   | A    | A    | 1R   | A    | 1R   | 2R   | 2R   | 2R   | 1R   | 3R   | 1R   | QF   | 2R   | 1R   | 4R   | 2R   | 3R   | 2R   | A    | 17–15    |
| 全仏オープン   | LQ   | LQ   | LQ   | QF   | 1R   | 3R   | 3R   | 1R   | A    | 2R   | 2R   | 1R   | 3R   | 2R   | 1R   | LQ   | 1R   | 2R   | LQ   | 14–13    |
| ウィンブルドン | A    | A    | A    | 1R   | 1R   | 2R   | 4R   | 1R   | A    | 2R   | 2R   | 1R   | 3R   | 1R   | 2R   | 3R   | 2R   | LQ   | A    | 12–13    |
| 全米オープン   | 1R   | 1R   | A    | 1R   | 1R   | 1R   | 3R   | 3R   | 2R   | 3R   | 1R   | 1R   | 2R   | 1R   | 2R   | 1R   | 2R   | A    | A    | 10–16    |